# Mursa
Mursa — рід еребід з підродини Boletobiinae, представники якого поширенф в Центральній Америці.

## Систематика
У складі роду:
- Mursa phtisialis (Guenée, 1854)